# 스카우트 (2007년 영화)
"스카우트"(영어: Scout)는 2007년에 개봉한 대한민국의 영화 작품이다. 김현석이 시나리오와 연출을 동시에 맡았다.

## 캐스팅
- 임창정 - 이호창 역
- 엄지원 - 김세영 역
- 박철민 - 서곤태 역
- 이대연 - 백 부장 역
- 이건주 - 선동열 역
- 백일섭 - 선동열 부 역
- 양희경 - 선동열 모 역
- 김희원 - 정병환 역
- 윤창식 - 종범 역
- 전국환 - 김세영 부 역
- 최영인 - 김세영 모 역
- 장원영 - 일고 감독 역
- 구성환 - 조봉구 역
- 이영희 - 호창 모 역
- 손종학 - 경찰간부 역
- 류성현 - 형사 역
- 황민호 - 야구부 주장 역
- 최권 - 절뚝 1학년 역
- 곽진무 - 빡빡 1학년 역
- 황민보 - 시위대 대장 역
- 전성애 - 계주 역
- 신동선 - 사과대 회장 역
- 정병호 - 후원회장 역
- 정종훈 - 동문회장 역
- 김동찬 - 체육부장 역
- 김순애 - 김양 역
- 윤경호 - K덩치 보스 역
- 안예은 - 야구단 여직원 역
- 이병훈 - DJ 역
- 김미야 - 여신도 역
- 서호영 - 청소년 역
- 이자은 - YMCA 여직원 역
- 김성희 - 간호사 역
- 김현태 - 극장남 역
- 정대용 - 수위 역
- 정진호 - 일고 학생 1 역
- 이승민 - 일고 학생 2 역
- 조석현 - 경찰 1 역
- 정민성 - 경찰 2 역
- 박민규 - 택시기사 1 역
- 선욱현 - 택시기사 2 역
- 김수남 - 밀실덩치 1 역
- 박유민 - 밀실덩치 2 역
- 김진형 - K덩치 1 역
- 탁트인 - K덩치 2 역
- 신창수 - K덩치 3 역
- 김철준 - K덩치 4 역
- 박혁민 - Y덩치 1 역
- 전상배 - Y덩치 2 역
- 서동석 - Y덩치 3 역
- 안용우 - Y덩치 4 역
- 주영민 - Y덩치 5 역
- 김원진 - Y덩치 6 역
- 조경숙 - 계원 1 역
- 반혜라 - 계원 2 역
- 박용주 - 아이 1 역
- 주영빈 - 아이 2 역
- 윤준식 - 아이 3 역
- 이준희 - 아이 4 역
- 이현웅 - 환자 1 역
- 서정표 - 환자 2 역
- 이수정 - 세영 친구 1 역
- 배소예 - 세영 친구 2 역
- 김양성 - 세영 친구 3 역
- 장정인 - 세영 친구 4 역
- 선동열 - TV 속 본인 역 (uncredited)
- 김일웅 - 청혼남 역 (우정출연)
- 박용수 - 대학 야구부 간부 역 (우정출연)
- 황인보 - 시위대 대장 역
- 손상현
- 이계인 - 사이비 목사 역 (특별출연)

## 수상
- 2008년 제44회 백상예술대상
  - 영화부문 남자 최우수연기상 - 임창정
  - 영화부문 시나리오 - 김현석
- 2008년 제17회 부일영화상
  - 각본상 - 김현석

## 기타
- "YMCA 야구단", "광식이 동생 광태"에 이은 김현석의 세 번째 연출작이며, 첫 연출작인 "YMCA 야구단"이나 첫 시나리오 집필작인 "해가 서쪽에서 뜬다면"처럼 야구를 중심 소재로 삼았다.
- 영화는 광주민주화운동 직전인 1980년 5월의 광주를 묘사한다. 같은 해 개봉된 영화 "화려한 휴가"의 바로 직전 9박 10일이 시간적 배경이다.
- 실존 인물인 선동열이 실명으로 등장한다. 아역 배우 출신인 이건주가 광주제일고등학교 3학년 선동열 역할을 맡았다.
- 주연 배우 엄지원이 출연한 전작인 "극장전"에 대한 오마쥬가 있다. 극장전에서 최영실이 동수에게 하듯 세영이 호창에게 "그만 뚝!"이라고 말하는 장면이다.[1]
- 제44회 백상예술대상에서 남자 최우수 연기상과 시나리오상을 수상했다.[2]

## 참고자료
- 주성철 (2007년 11월 14일). “비주류를 향해 바치는 찬가 <스카우트>”. 씨네21. 2008년 1월 27일에 확인함.[깨진 링크(과거 내용 찾기)]